# Толкачи (Черниговская область)
Толкачи (укр. Товкачі) — бывшее село в Щорском районе Черниговской области Украины. Село было подчинено Тихоновичскому сельсовету.

## История
По состоянию на 1986 год население — 30 человек. Решением Черниговского областного совета от 24 мая 2007 года село снято с учёта.

## География
Было расположено на правом берегу канализированного русла реки Илькуча — западнее села Тихоновичи. Была одна улица, где центральная часть была без усадеб. На северо-западной окраине расположено кладбище.